# Saint-Georges (Charente)
Saint-Georges è un comune francese di 55 abitanti situato nel dipartimento della Charente, nella regione della Nuova Aquitania.

## Società

### Evoluzione demografica
Abitanti censiti